# Kreis Erkelenz

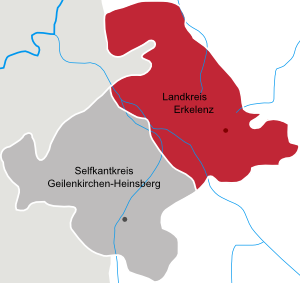
Lage des Landkreises

Der Kreis Erkelenz war ein von 1816 bis 1971 bestehender Kreis im ehemaligen Regierungsbezirk Aachen. Mit diesem gehörte er zunächst zur preußischen Provinz Großherzogtum Niederrhein, ab 1822 zur Rheinprovinz und ab 1946 zu Nordrhein-Westfalen. Von 1953 bis 1969 trug er die Bezeichnung Landkreis Erkelenz. Kreisstadt war Erkelenz. Heute liegt das ehemalige Kreisgebiet größtenteils im Kreis Heinsberg.

## Geographie

### Lage
Der Kreis Erkelenz war der nördlichste Kreis im Regierungsbezirk Aachen. Im Nordwesten lag die niederländische Provinz Limburg, ansonsten grenzten der Kreis Kempen-Krefeld, die Stadtkreise Mönchengladbach und Rheydt, der Kreis Grevenbroich-Neuss der Kreis Jülich und der Kreis Geilenkirchen-Heinsberg an. Die Länge der internationalen Grenze betrug 24 km, die Gesamtlänge der Kreisgrenze im Jahr 1937 135 km.

### Landschaft
Eine auffällige Landschaftsgrenze durchzog den Kreis. Der Norden wurde von der Schwalm-Nette Platte des Niederrheinischen Tieflandes eingenommen. Hier liegen nährstoffarme und feuchte Böden. Wälder stehen auf Sandlöß und Sandböden. Im Meinweggebiet erstreckt sich ein Binnendünenfeld. Der Wald bei Elmpt bildete das größte Waldgebiet des Kreises. Im Süden des Kreises liegt die weiträumige, waldarme Erkelenzer Börde mit ihren fruchtbaren Lössböden, eine Landschaft der Niederrheinischen Bucht.
Zwischen Rurich und Elmpt bildet eine Riedellandschaft den Übergang zur 30 m bis 50 m tieferliegenden Rurniederung, sie verläuft von Südost nach Nordwest. Die Rur floss zwischen Rurich und Ratheim durch den Kreis. Hier fanden sich in der flachen Landschaft Wiesen, Pappeln und Korbweidenkulturen. Weitere Flüsse auf Kreisgebiet waren Schwalm und Niers.
Die höchste Erhebung mit ca. 110 m ü. NN lag im Süden bei Immerath, der tiefste Punkt mit 27 m im Norden bei Brempt an der niederländischen Grenze.

### Fläche
Im Jahr 1900 umfasste der Kreis Erkelenz 288,99 km². Durch Zuschläge seitens anderer Kreise vergrößerte sich die Kreisfläche auf 334,7 km² 1933. 1971 betrug sie 321,05 km².

### Nachbarkreise
Der Kreis Erkelenz grenzte 1971 im Uhrzeigersinn im Norden beginnend an den Kreis Kempen-Krefeld, an die kreisfreie Stadt Mönchengladbach sowie an die Kreise Grevenbroich, Jülich und Selfkantkreis Geilenkirchen-Heinsberg. Im Nordwesten grenzte er an die niederländische Provinz Limburg.

## Geschichte

### Vor der Bildung des Kreises
Der ehemalige Kreis Erkelenz umfasste vor 1794 Gebiete aus verschiedenen Territorien:
- Österreichische Niederlande, hierzu gehörten die Gemeinden Wegberg (teilweise), Nieder- und Oberkrüchten und Elmpt
- Reichsgrafschaft Wickrath, hierzu gehörten Schwanenberg, Lentholt, Genhof und Genfeld (letzteres Dorf zur Hälfte)
- Herzogtum Jülich, hierzu gehörten die übrigen Gemeinden. Diese waren aber verschiedenen jülichischen Ämtern zugeordnet gewesen. Erkelenz lag als freie Herrlichkeit mit geldernschem Recht im Herzogtum.

Zwischen 1794 und 1814 gehörte das Linke Rheinufer zu Frankreich. Die ehemaligen Landesherrschaften wurden abgeschafft und 1798 neue Verwaltungseinheiten geschaffen; die Mairie (Bürgermeisterei), der Canton (Kanton), das Arrondissement und das Département.
1814 wurde das Gebiet vorläufig der Verwaltung des Generalgouvernements Niederrhein, danach des Generalgouvernements Nieder- und Mittelrhein unterstellt.
Der Canton Erkelens (Erkelenz) gehörte zum Arrondissement de Crévelt (dt. Krefeld) des Département-de-la-Roer und bestand aus den Mairies Beeck, Doveren, Erkelenz, Gerderath, Immerath, Kleingladbach, Kuckum, Lövenich, Schwanenberg, Tüschenbroich oder Wegberg (jülichscher Teil). Dieser Kanton hatte 1806 20.130 Einwohner.

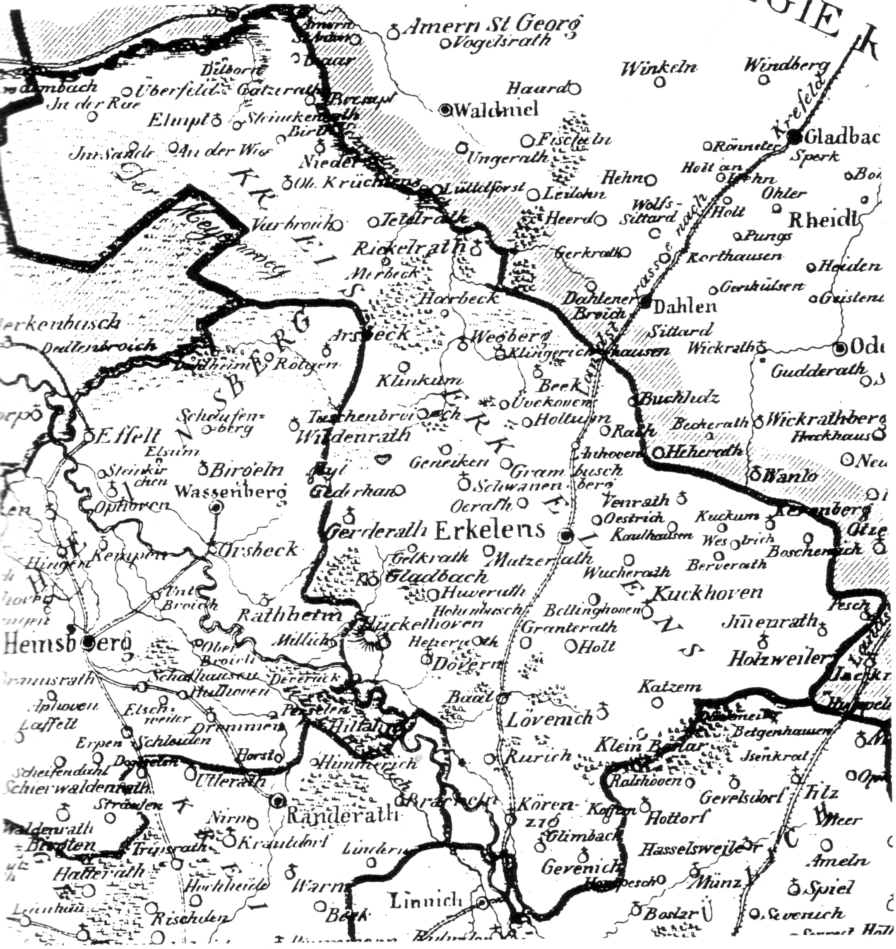
Kreis Erkelenz um 1820

### Der Kreis
Aufgrund der Beschlüsse auf dem Wiener Kongress (1815) fielen große Teile des Rheinlands an Preußen. Der Kreis Erkelenz wurde 1816 innerhalb des Regierungsbezirks Aachen eingerichtet und gehörte zunächst zur Provinz Großherzogtum Niederrhein, ab 1822 zur Rheinprovinz.
Der Kreis wurde gebildet aus:
- dem Canton Erkelens, ausgenommen Spenrath, Kuckum und Breitenbend (Arrondissement Crévelt, Département-de-la-Roer)
- dem Canton Cruchten (Niederkrüchten) (Département de la Meuse Inferieure) mit den Mairies Elmpt, Niederkrüchten und teilweise Wegberg
- der Gemeinde Buchholz aus der Mairie Wickrath (Canton Odenkirchen, Arrondissement Crévelt, Département-de-la-Roer),
- den Mairies Körrenzig und Gevenich sowie dem Hof Klein-Künkel aus der Mairie Brachelen (Canton Linnich, Arrondissement Aix-la-Chapelle (Aachen), Département-de-la-Roer)

Der Kreis Erkelenz war verwaltungsmäßig zunächst in 13 Bürgermeistereien gegliedert (Stand 1830; damalige Schreibweise): Beck, Doveren, Elmpt, Erkelenz, Gerderath, Immerath, Keyenberg, Klein-Gladbach, Korrenzig, Lövenich, Nieder-Krüchten, Schwanenberg und Wegberg. Mit der Einführung der Gemeindeordnung für die Rheinprovinz von 1845 wurden einige Bürgermeistereien des Kreises in mehrere Gemeinden untergliedert. Erkelenz erhielt 1858 die Rheinische Städteordnung. Die Gemeinde Kückhoven bildete seitdem eine eigene Bürgermeisterei. Im Kreis Erkelenz bestanden bis 1932 auf einer Fläche von 289 km² insgesamt 25 Gemeinden:
| Bürgermeisterei | Gemeinden                                         |
| --------------- | ------------------------------------------------- |
| Beeck           | Beeck                                             |
| Doveren         | Baal, Doveren, Granterath, Hetzerath, Hückelhoven |
| Elmpt           | Elmpt                                             |
| Erkelenz        | Erkelenz (Stadt)                                  |
| Gerderath       | Gerderath                                         |
| Immerath        | Holzweiler, Immerath                              |
| Keyenberg       | Borschemich, Keyenberg, Venrath                   |
| Kleingladbach   | Kleingladbach, Matzerath                          |
| Körrenzig       | Gevenich, Glimbach, Körrenzig, Rurich             |
| Kückhoven       | Kückhoven                                         |
| Lövenich        | Lövenich                                          |
| Niederkrüchten  | Niederkrüchten                                    |
| Schwanenberg    | Schwanenberg                                      |
| Wegberg         | Wegberg                                           |

Wie in der gesamten Rheinprovinz wurden seit dem 1. Januar 1928 die Bürgermeistereien des Kreises als Ämter bezeichnet. Das Kreisgebiet blieb bis zum 1. Oktober 1932 unverändert, als nach Auflösung des Kreises Heinsberg die Gemeinden Arsbeck, Hilfarth, Myhl, Ratheim und Wildenrath dem Kreis Erkelenz zugeteilt wurden. Im Jahr 1935 kam es zu einer Reihe von Gemeindereformen:
- Beeck wurde nach Wegberg eingemeindet.
- Hetzerath wurde nach Granterath eingemeindet.
- Hilfarth, Ratheim, Millich, Schaufenberg und ein Teil von Kleingladbach wurden nach Hückelhoven eingemeindet.
- Aus dem Rest der Gemeinde Kleingladbach und der Gemeinde Matzerath wurde die neue Gemeinde Golkrath gebildet.

Am 1. April 1936 wurden die drei südlichen Gemeinden Gevenich, Glimbach und Körrenzig in den Kreis Jülich umgegliedert. Die Gemeinde Rurich verblieb im Kreis Erkelenz, wurde aus dem Amt Körrenzig herausgelöst und in das Amt Baal eingegliedert. Der Kreis Erkelenz war seitdem wie folgt gegliedert:
| Amt           | Gemeinden                                                     |
| ------------- | ------------------------------------------------------------- |
| amtsfrei      | Elmpt, Erkelenz (Stadt), Hückelhoven, Niederkrüchten, Wegberg |
| Baal          | Baal, Doveren, Granterath, Lövenich, Rurich                   |
| Erkelenz-Land | Gerderath, Golkrath, Kückhoven, Schwanenberg, Venrath         |
| Holzweiler    | Borschemich, Holzweiler, Immerath, Keyenberg                  |
| Myhl          | Arsbeck, Myhl, Wildenrath                                     |

Aufruf des Landrats zum Wiederaufbau 1945

Nach der Auflösung Preußens fiel der nun zur Britischen Besatzungszone gehörende Kreis am 23. August 1946 an das neu gebildete Land Nordrhein-Westfalen und wurde seit 1953 als Landkreis bezeichnet. Hückelhoven wurde am 7. Januar 1950 in Hückelhoven-Ratheim umbenannt. Die Gemeinde Hückelhoven-Ratheim wurde 1969 zur Stadt erhoben. Am 1. Oktober 1969 wurde aus dem Landkreis der Kreis Erkelenz. Am 1. Januar 1972 wurde der Kreis Erkelenz durch das Aachen-Gesetz aufgehoben und mit dem größten Teil des Selfkantkreises Geilenkirchen-Heinsberg zum neuen Kreis Heinsberg zusammengelegt. Gleichzeitig kam es zu einer umfassenden Gemeindereform:
- Borschemich, Erkelenz, Gerderath, Golkrath, Granterath, Holzweiler, Immerath, Keyenberg, Kückhoven, Lövenich, Schwanenberg und Venrath wurden zur neuen, größeren Stadt Erkelenz zusammengeschlossen.
- Baal, Doveren, Hückelhoven-Ratheim und Rurich wurden Teil der neuen Stadt Hückelhoven.
- Elmpt und Niederkrüchten wurden zur neuen, größeren Gemeinde Niederkrüchten zusammengeschlossen.
- Myhl wurde in die Gemeinde Wassenberg eingegliedert.
- Arsbeck und Wildenrath wurden in die Gemeinde Wegberg eingegliedert.
- Alle Ämter wurden aufgehoben.

Am 1. Januar 1975 wurde die Gemeinde Niederkrüchten durch das Düsseldorf-Gesetz aus dem Kreis Heinsberg in den Kreis Viersen umgegliedert.

## Politik

### Ergebnisse der Kreistagswahlen ab 1946
In der Liste werden nur Parteien und Wählergemeinschaften aufgeführt, die mindestens zwei Prozent der Stimmen bei der jeweiligen Wahl erhalten haben.
Stimmenanteile der Parteien in Prozent
| Jahr | CDU  | SPD  | FDP  | UWG | DZP   | BHE | KPD   |
| ---- | ---- | ---- | ---- | --- | ----- | --- | ----- |
| 1946 | 74,9 | 19,7 |      |     |       |     | 4,0   |
| 1948 | 60,7 | 22,6 | 01,9 |     | 03,93 |     | 03,90 |
| 1952 | 64,7 | 20,1 |      |     | 7,4   | 3,9 |       |
| 1956 | 54,4 | 26,9 | 09,8 |     | 5,7   | 2,6 |       |
| 1961 | 59,2 | 25,7 | 14,4 |     |       |     |       |
| 1964 | 51,1 | 30,3 | 11,4 | 6,9 |       |     |       |
| 1969 | 55,3 | 31,0 | 07,4 | 6,3 |       |     |       |

Bei der Wahl im Jahr 1948 erreichten unabhängige Kandidaten 7,0 % der gültigen Stimmen.

### Landräte
- 1816–1826: Kasimir von Dewall

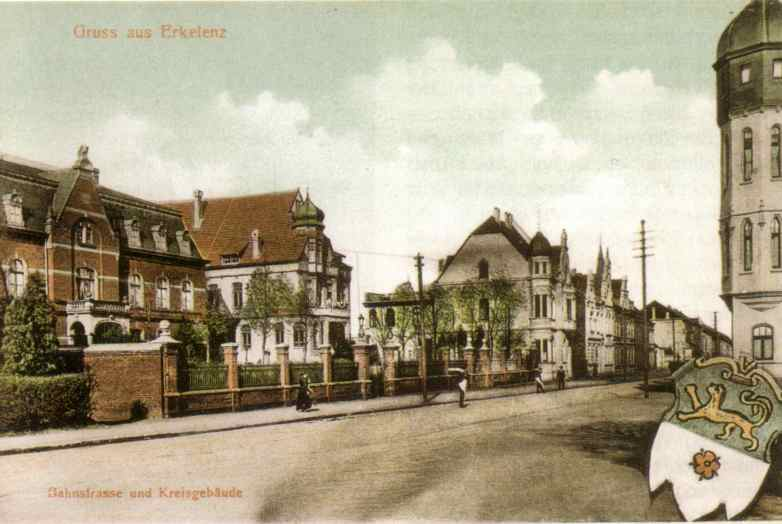
Landratsamt 1893

- 1826–1850: Daniel Wilhelm Beermann
- 1850–9999: Johann Contzen (auftragsweise)
- 1850–1875: Gustav Claessen
- 1875–1876: Hermann Josef Krapoll (auftragsweise)
- 1876–1877: Hugo Strom
- 1877–1884: Adolph Dombois
- 1884–1885: Franz Spiess (auftragsweise)
- 1885–1895: Franz Gehle
- 1895–1928: Alfred von Reumont
- 1929–1933: Theodor August Flesch
- 1933–1944: Eduard Wessel
- 1945–1946: Jack Schiefer
- 1946–9999: Werner Müller
- 1947–1948: Heinrich Sieben
- 1948–1971: Josef Rick

### Wappen
Blasonierung: „In Gold ein rotes lateinisches Lilienkreuz, in dessen Mitte eine fünfblättrige, blaue Flachsblüte.“
Herkunft und Bedeutung: Dieses Wappen erhielt der Landkreis am 9. Mai 1955. Die Lilie entstammt einem Erkelenzer Stadtsiegel von 1551 und erinnert an die Beziehung der Stadt Erkelenz zum Marienstift Aachen. Die Flachsblüte weist auf den früheren Flachsanbau hin, der vor allem im nördlichen Kreisgebiet betrieben wurde. Das Gold im Wappenschild steht für die Fruchtbarkeit des Lößbodens des südlichen Kreisgebietes.

## Kreisgliederung 1935
Im Jahr 1935 gliederte sich der Kreis wie folgt:
- Amt Baal bestehend aus Baal, Doveren, Granterath, Hetzerath, Katzem, Kleinbouslar und Lövenich
- Amt Körrenzig mit Körrenzig, Kofferen, Gevenich, Glimbach und Rurich
- Stadt Erkelenz bestehend aus Bellinghoven, Buscherhof, Commerden, Erkelenz, Etgenbusch, Genehen, Mennekrath, Neuhaus, Oestrich, Oerath, Scheidt, Tenholt, Terheeg und Wockerath
- Amt Erkelenz-Land
  - Gemeinde Gerderath bestehend aus Fronderath, Gerderath, Gerderhahn, Moorheide, Myhlerfeld und Vossem
  - Gemeinde Golkrath  bestehend aus Golkrath, Houverath, Houverather Heide, Hoven und Matzerath
  - Gemeinde Kückhoven
  - Gemeinde Schwanenberg bestehend aus Genfeld, Genhof, Grambusch, Lentholt und Schwanenberg
  - Gemeinde Venrath bestehend aus Kaulhausen und Venrath
- Amt Holzweiler
  - Gemeinde Immerath bestehend aus Eggeratherhof, Holzweiler, Immerath, Lützerath, Roitzerhof, Pesch, Weyerhof
  - Gemeinde Keyenberg bestehend aus Berverath, Borschemich, Keyenberg, Oberwestrich, Unterwestrich
- Gemeinde Hückelhoven bestehend aus Bergerhof, Bocketsmühle, Brück, Busch, Doverackerheide, Garsbeck, Gendorf, Gewerkschaft Sophia Jacoba (Siedlung), Hilfarth, Hückelhoven, Hückelhoverheide, Kaphof, Kleingladbach, Krickelberg, Mahrhof, Millich, Ohof, Ratheim, Roerbrücke, Schaufenberg, Thomashof und Vogelsang
- Amt Myhl bestehend aus Altmyhl, Arsbeck, Büch, Dalheim-Rödgen, Myhl und Wildenrath
- Amt Niederkrüchten
  - Gemeinde Niederkrüchten bestehend aus Birth, Blonderath, Boscherhausen, Brempt, Brook, Dam, Felderhausen, Gützenrath, Heyen, Laar, Merbeck, Niederkrüchten, Ryth, Silverbeek, Oberkrüchten, Schwaam, Steinkenrath, Tetelrath, Varbrook, Venn und Venheyde,
  - Gemeinde Elmpt bestehend aus Beek, Berg, Elmpt, Hillenkamp, Kreithövel, Rieth und Wae
  - Overhetfeld bestehend aus Overhetfeld, Dilborn
- Amt Beeck bestehend aus Anhoven, Beeck, Beeckerheide, Berg, Bissen, Buchholz, Busch, Ellinghoven, Felderhof, Flassenberg, Forst, Freiheid, Gripekoven, Holtum, Isengraben, Kehrbusch, Kipshoven, Kleingerichhausen, Mehlbusch, Moorshoven, Rath, Schönhausen
- Amt Wegberg bestehend aus Bissen, Broich, Dorp, Brunbeck, Geneiken, Genfeld, Groß-Gerichhausen, Harbeck, Klinkum, Rickelrath, Tüschenbroich, Uevekoven, Watern und Wegberg.

## Kfz-Kennzeichen
Am 1. Juli 1956 wurde dem damaligen Landkreis bei der Einführung der bis heute gültigen Kfz-Kennzeichen das Unterscheidungszeichen ERK zugewiesen. Es wurde bis zum 31. Dezember 1971 ausgegeben. Aufgrund der Kennzeichenliberalisierung ist es seit dem 2. September 2013 im Kreis Heinsberg erhältlich.

## Persönlichkeiten
- Ferdinand von Lüninck (3. August 1888 in Ostwig; † 14. November 1944 in Berlin-Plötzensee), ein Widerstandskämpfer gegen den Nationalsozialismus, war vor dem Ersten Weltkrieg im Landratsamt als Referendar tätig.[9]